# Lepidotes
Os Lepidotes (ou Lepidotus) constituem um grupo extinto de Actinopterygii, surgidos durante a era Mesozóica. Viveram entre o período Triássico Superior e o Cretácico Inferior.
Os fósseis deste género podem ser encontrados pela Europa, Ásia, América e África.
Habitavam lagos e mares profundos. O seu comprimento varia entre os 30 cm e os 2m, com um longo tronco dorso-ventral, com afinadades aos actuais peixes semionotiformes.
São placodermos, com o corpo coberto de escamas muito espessas (ósseas) e esmaltadas, que formavam uma couraça, pelo que são conhecidos por formar parte do que vulgarmente se conhece como "peixes acouraçados". As suas escamas dividem-se em três camadas: osso, dentina e esmalte.

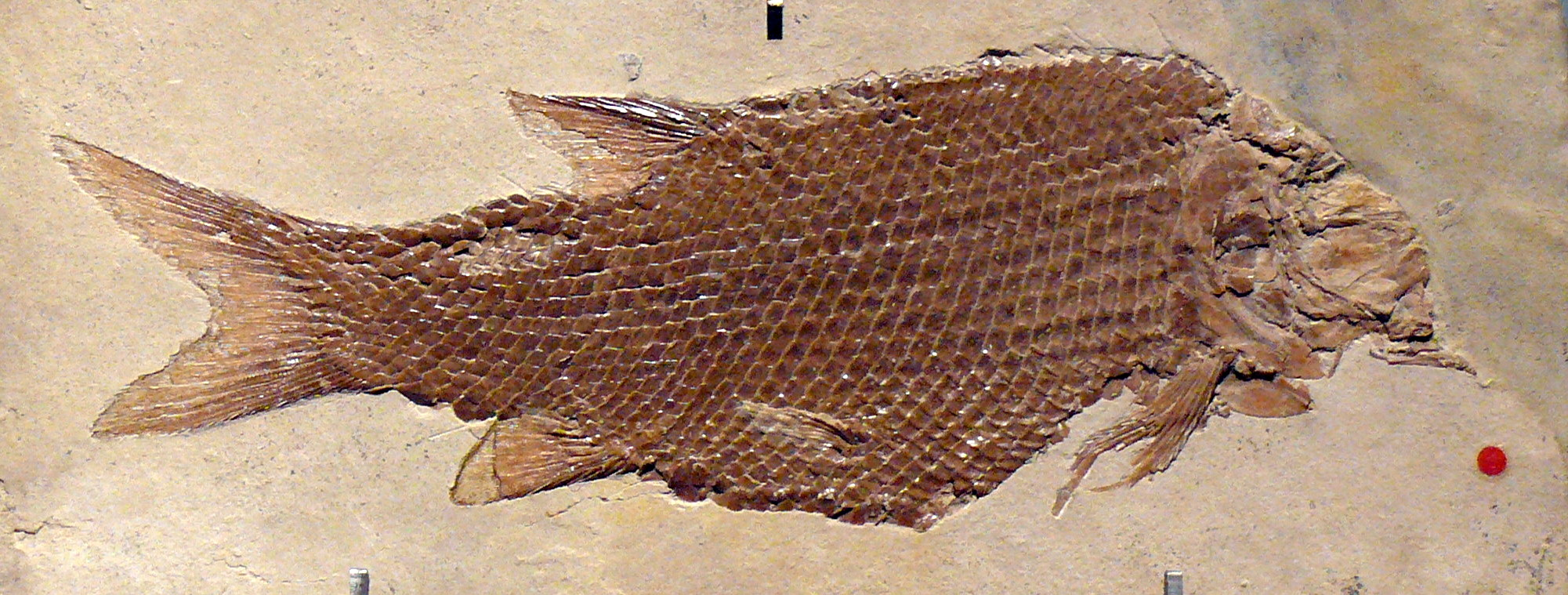
Lepidotes notopterus

Possui barbatanas em números pares, pouco desenvolvidas, e numeros ossos circum-orbitais
As suas fileiras de dentes, de coroa baixa, em forma de botão, serviam para esmagar as conchas dos moluscos dos quais se alimentavam. Por sua vez, os lepidotes serviam de alimento aos Barionix. No estômago de um deles foram encontradas algumas escamas acouraçadas.
Os lepidotes apresentavam um novo tipo de anatomia mandibular: o maxilar superior deixava de estar unido ao osso zigomático, permitindo assim que o maxilar se projectasse em forma de funil, o que fez com que o peixe pudesse apanhar as suas presas a distâncias maiores que as espécies anteriores. Este sistema pode ser observado actualmente em peixes como as carpas.

## Popularização na mídia
O peixe extinto brasileiro Lepidotes aparece na obra de ficção-científica brasileira "Realidade Oculta".